# Панцерегер I
Панцерегер I (на немски: Panzerjäger I, в превод: ловец на танкове) е първото самоходно противотанково оръдие на Нацистка Германия, използвано през Втората световна война.
Базирано е на шасито на Панцер I модел В и е въоръжен с 47 mm противотанковото оръдие PaK L/43 на Шкода. Доказва се като евтино и сравнително ефективно решение, срещу френските танкове, и служи за удължаване на срока на използваемост на остарелите Панцер I танкове.

## Разработка
С началото на производството на Панцер I през 1934 г. не е предвиждано използването му в бойни действия, а само като тренировъчни машини. Въпреки това е използван в първите години на войната поради недостатъчния брой нови танкове. В края на 1940 г. Панцер I е изваден от въоръжение и германската армия използва останалите машини за изграждането на първите немски самоходни оръдия.
Първото решение представлява монтирано 37 mm противотанково оръдие PaK 35/36 върху шасито на Панцер I. В средата на 1940 г. е взето решение, че това оръдие е недостатъчно за борбата с бъдещите противникови танкове. По тази причина е използвано чехословашкото 47 mm противотанково оръдие, което осигурява добра огнева мощ на машината в ранните етапи на войната. Този вариант е приет на въоръжение под означение Panzerjäger I für 4,7 cm PaK(t).
Фирмата Алкет преоборудва 132 машини. За целта е премахнат купола и е изградена работна платформа в задната част, над отделението на двигателя. Оръдието е защитено от малък щит, отворен отгоре и отзад. Екипажът на машината включва механик водач, разположен както при Панцер I и двама мъже обслужващи оръдието. Стандартно машината носи 74 снаряда, но при нужда могат да бъдат добавени още. Използваните шасита са основно на Панцер I модел В.

## Използване
Панцерягер I служи в Северна Африка и по време на началните етапи на настъплението в Съветския съюз. Оръдието се оказва ефективно срещу противниковата бронетехника, но липсата на цялостна защита на машината прави екипажа уязвима цел. С появата на нови решения Панцерягер I е изтеглен от фронта и е използван за охранителни задачи. Използван е на Балканите по време на операции срещу партизани. След края на 1942 г. на част от машините използвани на Източния фронт е премахнато оръдието и са използвани за пренос на муниции, а няколко броя са превъоръжени с 47 mm френски оръдия. Няколко Панцерягер I остават на въоръжение до след средата на 1944 г.